# Lucaina milleri
Lucaina milleri es una especie de escarabajo de alas de red perteneciente a la familia Lycidae. Se encuentra distribuido en América del Norte. La especie fue descrita por primera vez en 2018 de individuos estudiados en un manantial de las montañas Jacumba el Condado de Imperial, California y en la Sierra de San Borja en Baja California Norte. Esta especie lleva su nombre del taxónomo de los lícidos Richard Stuart Miller.